# Shorkot
Shorkot é uma cidade do Paquistão localizada na província de Panjabi. Localiza-se ali o Mausoléu de Sultan Bahu (سلطان باہو), grande poeta do idioma punjabi que viveu entre 1628 e 1691.